# 皮层可塑性
皮层可塑性是指大脑皮层的一种特性，即其神经元和突触能够通过经验和学习而发生结构和功能上的变化。大脑皮层是位于大脑外层的区域，负责执行高级的感知、运动控制、思维和记忆等复杂功能。这种可塑性可以分为两个主要类型：
1. 结构性可塑性（Structural Plasticity）：涉及神经元和突触的形态和连接的变化。这包括新的神经元和突触的形成，使得神经网络可以适应新的环境和任务。这种形态上的变化通常需要较长时间，例如天到周的时间尺度。
2. 功能性可塑性（Functional Plasticity）：涉及神经元和突触的活跃性和连接强度的调整，而不涉及形态上的变化。这种类型的可塑性可以更快地发生，通常在分钟到小时的时间尺度上。

皮层可塑性是学习和记忆的基础之一，使得大脑能够通过适应经验和环境的变化来提高认知任务的执行效率。这一特性在发育过程中尤为关键，也在成年人的学习和适应中发挥着重要作用。